# Mazangé
Mazangé est une commune française située dans le département de Loir-et-Cher en région Centre-Val de Loire. Ses habitants s'appellent les Mazangéennes et les Mazangéens.
Localisée au nord-ouest du département, la commune fait partie de la région agricole du Perche (région naturelle), grande région naturelle accidentée composée de  vallons, de plateaux, de collines, de crêtes et de vallées.
L'occupation des sols est marquée par l'importance des espaces agricoles et naturels qui occupent la quasi-totalité du territoire communal. Un espace naturel d'intérêt est présent sur la commune : une zone naturelle d'intérêt écologique, faunistique et floristique (ZNIEFF). En 2010, l'orientation technico-économique de l'agriculture sur la commune est la culture des céréales et des oléoprotéagineux. À l'instar du département qui a vu disparaître le quart de ses exploitations en dix ans, le nombre d'exploitations agricoles a fortement diminué, passant de 47 en 1988, à 27 en 2000, puis à 14 en 2010.
Le patrimoine architectural de la commune comprend deux bâtiments portés à l'inventaire des monuments historiques : l'église Saint-Lubin, classée en 1948, et le manoir de la Bonaventure, classé en 1966.

## Géographie

### Localisation et communes limitrophes
La commune de Mazangé se trouve au nord-ouest du département de Loir-et-Cher, dans la région agricole du Perche,. À vol d'oiseau, elle se situe à 38,7 km  de Blois, préfecture du département, à 9,6 km de Vendôme, sous-préfecture,La commune fait en outre partie du bassin de vie de Vendôme.
Les communes les plus proches sont : 
Lunay (2,7 km), Fortan (3,3 km), Villiers-sur-Loir (4,3 km), Thoré-la-Rochette (4,3 km), Azé (4,8 km), Les Roches-l'Évêque (6,8 km), Saint-Rimay (7 km), Naveil (7,1 km) et Villavard (7,8 km).
| Savigny-sur-Braye | Épuisay           | Azé               |
| Fortan            | Mazangé           |                   |
| Luray             | Thoré-la-Rochette | Villiers-sur-Loir |

Le long de la RD 5, entre la commune de Villiers-sur-Loir et le lieudit le Gué du Loir (commune de Mazangé) on peut observer encore de l'habitat troglodyte au village de Saint-André. Au lieudit le Gué du Loir on peut encore distinguer les restes du Fort, espèce de cavité naturelle, située en hauteur, et qui servait de poste d'observation pour les guetteurs du château de Vendôme. En ce lieu, la rivière le Boulon se jette dans le Loir après avoir parcouru environ 30 kilomètres dont 5 sous terre. Non loin de là, la rivière de Mazangé, alimentée par une source naturelle de 100 m3/h, se jette dans le Boulon. Tout près se dresse le manoir La Bonaventure, dont les douves étaient jadis alimentées par cette rivière. Deux moulins étaient établis sur ce cours d'eau dont un existe encore, le moulin d'Echoiseau, transformé en gîte.

### Hydrographie
La commune est drainée par le Loir (0,192 km), la Bourboule (8,611 km), le Boulon (4,39 km) et par divers petits cours d'eau, constituant un réseau hydrographique de 23,76 km de longueur totale.
Le Loir traverse la commune du nord-est vers le sud-ouest. D'une longueur totale de 317,4 km, il prend sa source dans la commune de Champrond-en-Gâtine (Eure-et-Loir) et se jette  dans la Sarthe à Briollay (Maine-et-Loire), après avoir traversé 86 communes.
La Bourboule, d'une longueur totale de 13,7 km, prend sa source dans la commune de Sargé-sur-braye et se jette  dans le Boulon à Mazangé, après avoir traversé communes.
Le Boulon, d'une longueur totale de 23,6 km, prend sa source dans la commune de Chauvigny-du-Perche et se jette  dans le Loir à Thoré-la-Rochette, après avoir traversé 7 communes.
Le Loir est un cours d'eau de première catégorie, où le peuplement piscicole dominant est constitué de salmonidés (truite, omble chevalier, ombre commun, huchon), alors que la Bourboule et le Boulon sont deux cours d'eau de deuxième catégorie, où le peuplement piscicole dominant est constitué de poissons blancs (cyprinidés) et de carnassiers (brochet, sandre et perche).

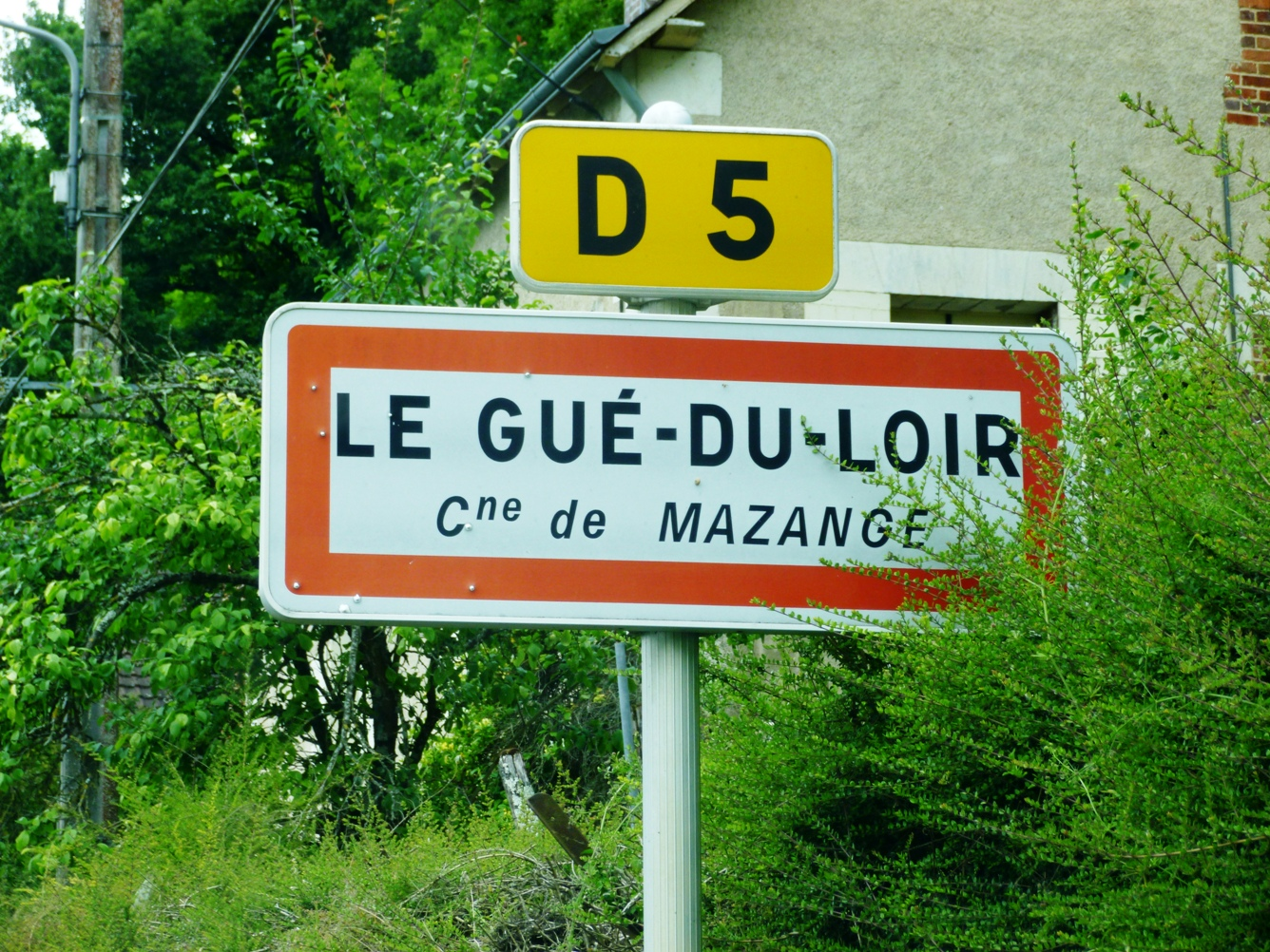
Le Gué du Loir, Mazangé.
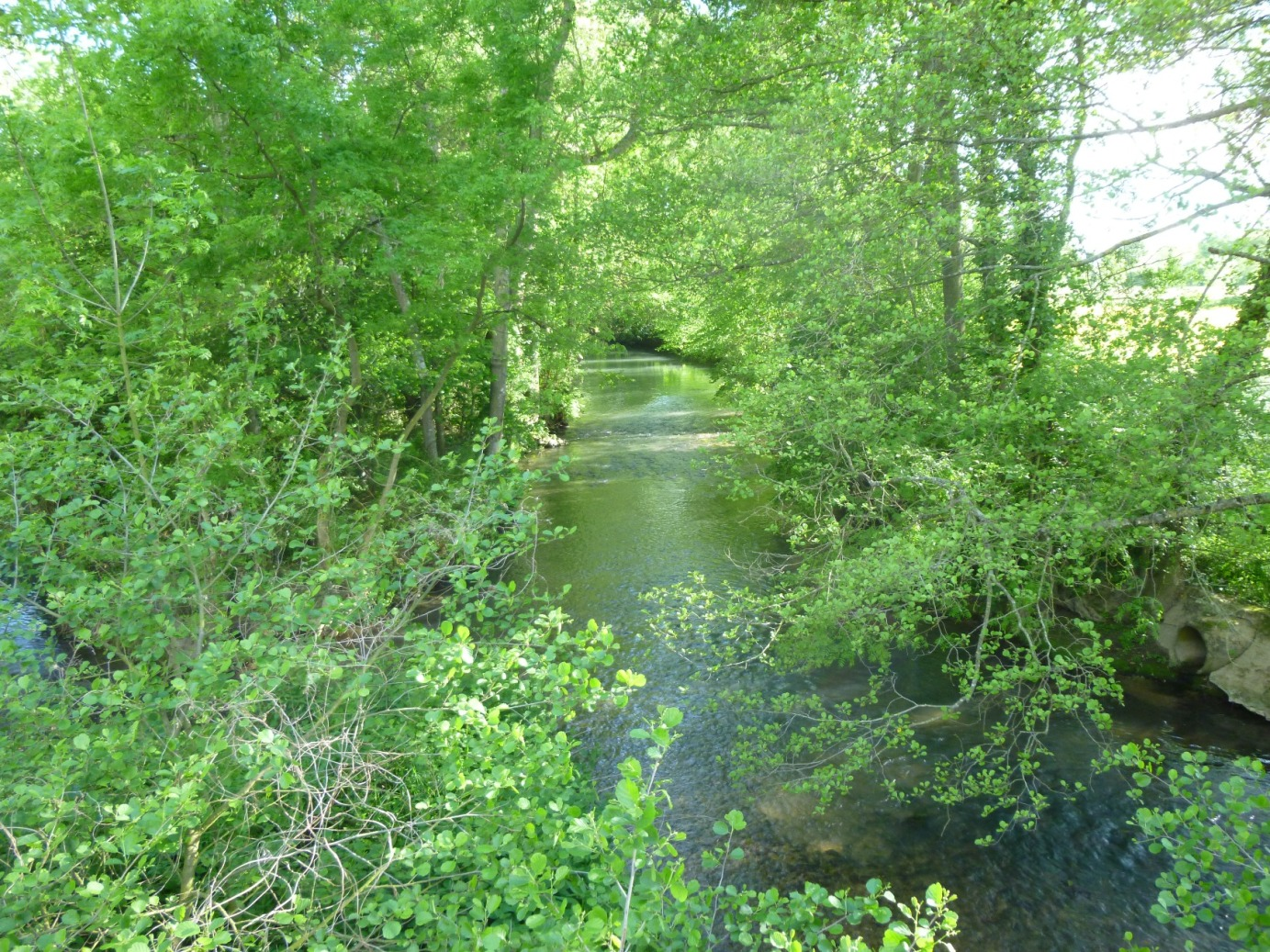
Le Boulon, au pont du Gué du Loir.
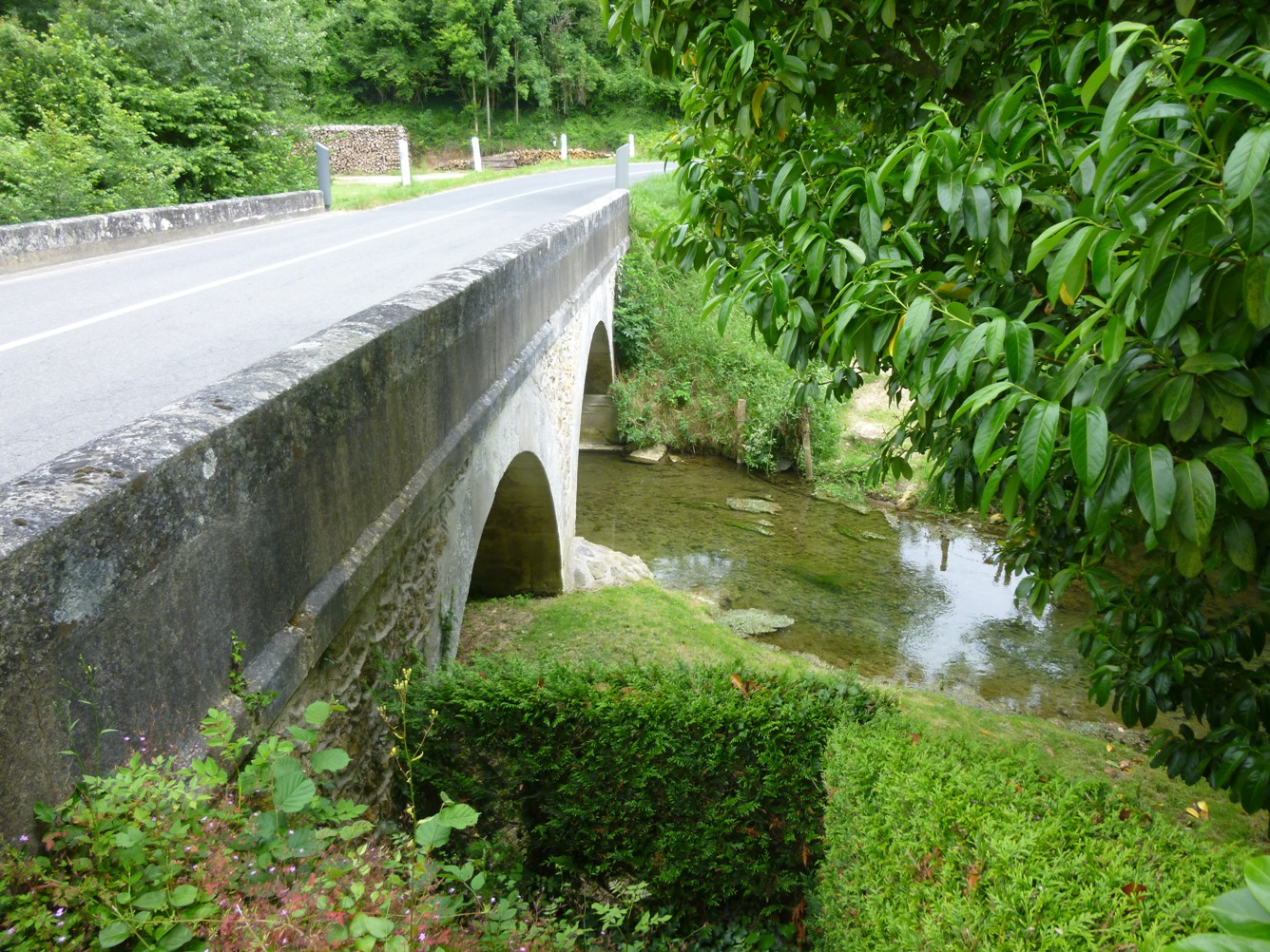
La Bourboule, à l'entrée de Mazangé.
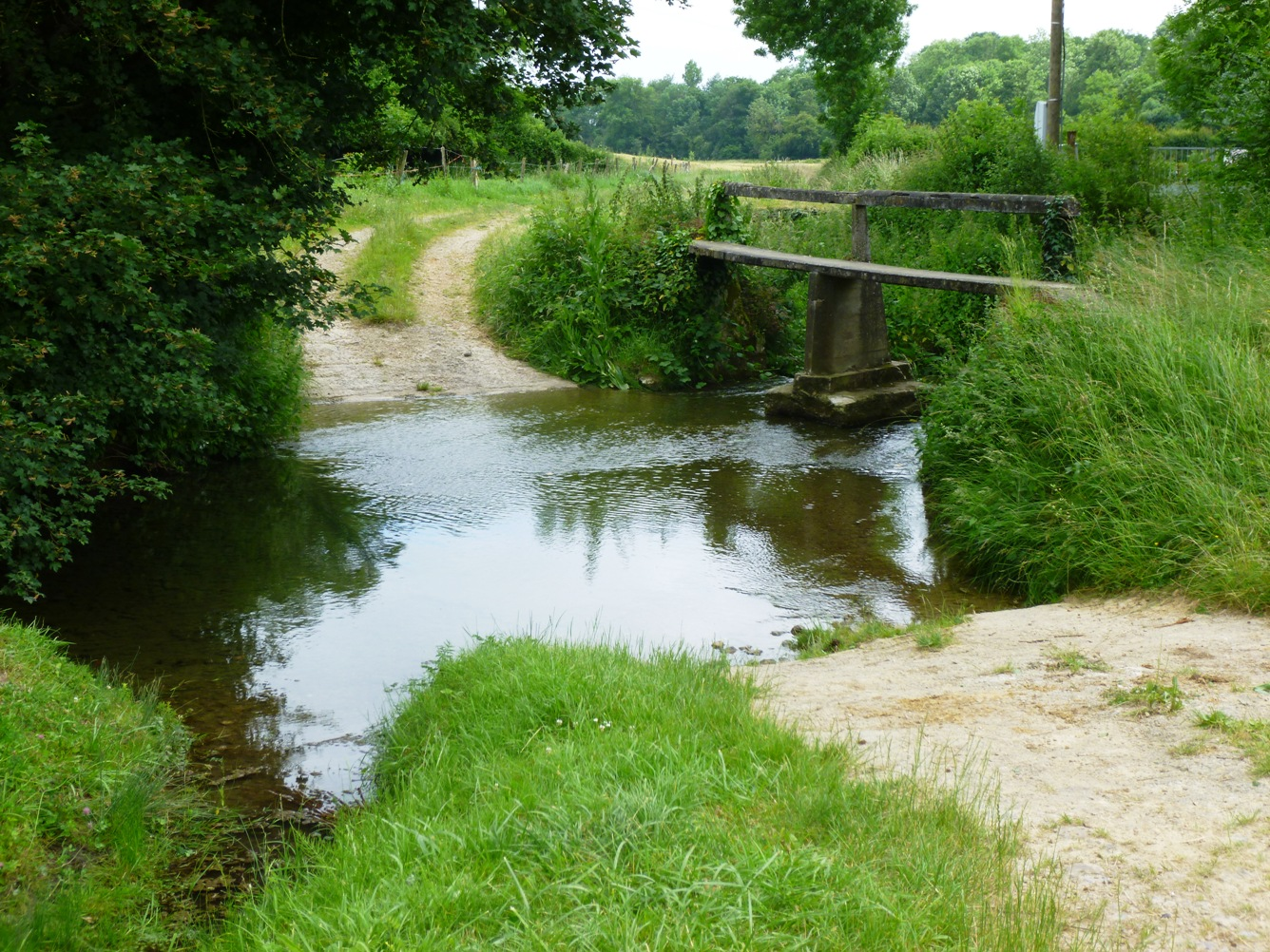
La Bourboule près du terrain de football.

### Climat
Pour des articles plus généraux, voir Climat du Centre-Val de Loire et Climat de Loir-et-Cher.
En 2010, le climat de la commune est de type climat océanique dégradé des plaines du Centre et du Nord, selon une étude du CNRS s'appuyant sur une série de données couvrant la période 1971-2000. En 2020, Météo-France publie une typologie des climats de la France métropolitaine dans laquelle la commune est exposée à un climat océanique altéré et est dans la région climatique Moyenne vallée de la Loire, caractérisée par une bonne insolation (1 850 h/an) et un été peu pluvieux.
Pour la période 1971-2000, la température annuelle moyenne est de 11,1 °C, avec une amplitude thermique annuelle de 14,7 °C. Le cumul annuel moyen de précipitations est de 711 mm, avec 11,4 jours de précipitations en janvier et 7,1 jours en juillet. Pour la période 1991-2020, la température moyenne annuelle observée sur la station météorologique de Météo-France la plus proche, sur la commune de Choue à 19 km à vol d'oiseau, est de 11,9 °C et le cumul annuel moyen de précipitations est de 645,6 mm,. Pour l'avenir, les paramètres climatiques de la commune estimés pour 2050 selon différents scénarios d'émission de gaz à effet de serre sont consultables sur un site dédié publié par Météo-France en novembre 2022.

### Milieux naturels et biodiversité

#### Zones naturelles d'intérêt écologique, faunistique et floristique
L'inventaire des zones naturelles d'intérêt écologique, faunistique et floristique (ZNIEFF) a pour objectif de réaliser une couverture des zones les plus intéressantes sur le plan écologique, essentiellement dans la perspective d'améliorer la connaissance du patrimoine naturel national et de fournir aux différents décideurs un outil d'aide à la prise en compte de l'environnement dans l'aménagement du territoire. Le territoire communal de Mazangé comprend une ZNIEFF : 
les « Ravins de la Nuras, de Vauracon et de la Ripopière » (88,61 ha).

## Urbanisme

### Typologie
Au 1er janvier 2024, Mazangé est catégorisée commune rurale à habitat dispersé, selon la nouvelle grille communale de densité à sept niveaux définie par l'Insee en 2022.
Elle est située hors unité urbaine. Par ailleurs la commune fait partie de l'aire d'attraction de Vendôme, dont elle est une commune de la couronne,. Cette aire, qui regroupe 57 communes, est catégorisée dans les aires de moins de 50 000 habitants,.

### Occupation des sols
L'occupation des sols est marquée par l'importance des espaces agricoles et naturels (96,8 %). La répartition détaillée ressortant de la base de données européenne d'occupation biophysique des sols Corine Land Cover millésimée 2012 est la suivante : terres arables (11,6 %), cultures permanentes (0,6 %), zones agricoles hétérogènes (15,4 %), prairies (3,5 %), forêts (65,2 %), milieux à végétation arbustive ou herbacée (0,7 %), zones urbanisées (1 %), espaces verts artificialisés non agricoles (0,5 %), zones industrielles et commerciales et réseaux de communication (1,7 %), eaux continentales (0,5 %).

### Planification
La loi SRU du 13 décembre 2000 a incité fortement les communes à se regrouper au sein d'un établissement public, pour déterminer les partis d'aménagement de l'espace au sein d'un SCoT, un document essentiel d'orientation stratégique des politiques publiques à une grande échelle. La commune est dans le territoire du  SCOT des Territoires du Grand Vendômois, approuvé en 2006 et dont la révision a été prescrite en 2017, pour tenir compte de l'élargissement de périmètre,.
En matière de planification, la commune disposait en 2017 d'une carte communale approuvée. Par ailleurs, à la suite de la loi ALUR (loi pour l'accès au logement et un urbanisme rénové) de mars 2014, un plan local d'urbanisme intercommunal couvrant le territoire de la Communauté d'agglomération Territoires Vendômois a été prescrit le 9 février 2015.

### Habitat et logement
Le tableau ci-dessous présente la typologie des logements à Mazangé en 2016 en comparaison avec celle du Loir-et-Cher et de la France entière. Une caractéristique marquante du parc de logements est ainsi une proportion de résidences secondaires et logements occasionnels (10,9 %) inférieure à celle du département (18 %) mais supérieure à celle de la France entière (9,6 %). Concernant le statut d'occupation de ces logements, 83,6 % des habitants de la commune sont propriétaires de leur logement (82,1 % en 2011), contre 68,1 % pour le Loir-et-Cher et 57,6 pour la France entière.
|                                                         | Mazangé | Loir-et-Cher | France entière |
| ------------------------------------------------------- | ------- | ------------ | -------------- |
| Résidences principales (en %)                           | 79,9    | 74,5         | 82,3           |
| Résidences secondaires et logements occasionnels (en %) | 10,9    | 18           | 9,6            |
| Logements vacants (en %)                                | 9,2     | 7,5          | 8,1            |

### Risques majeurs
Le territoire communal de Mazangé est vulnérable à différents aléas naturels : inondations (par débordement du Loir), climatiques (hiver exceptionnel ou canicule), mouvements de terrains ou sismique (sismicité très faible).
Il est également exposé à un risque technologique :  le transport de matières dangereuses,.

#### Risques naturels

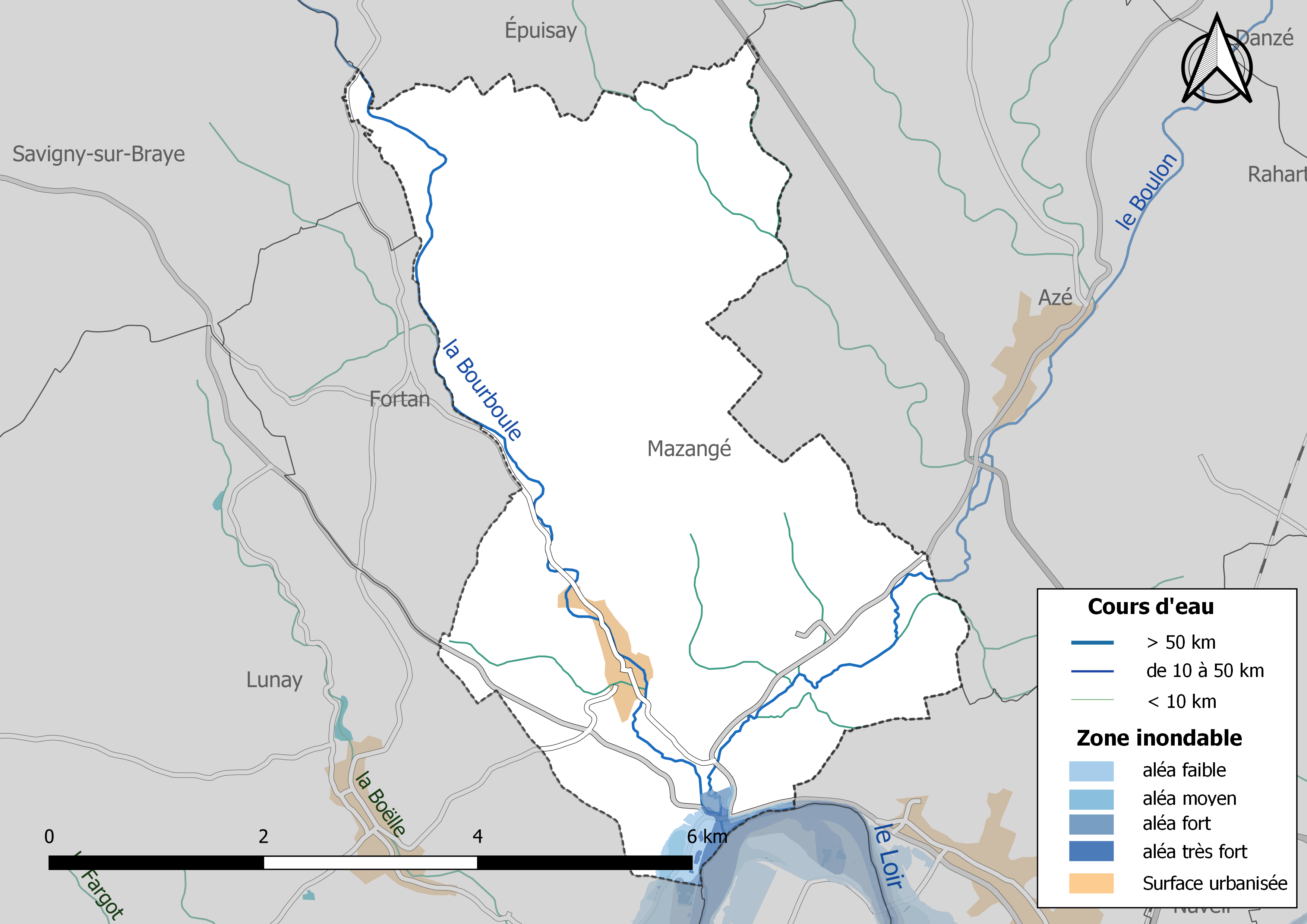
Zones inondables de la commune de Mazangé.

Les mouvements de terrains susceptibles de se produire sur la commune sont soit liés au retrait-gonflement des argiles, soit des chutes de blocs, soit des glissements de terrains, soit des effondrements liés à des cavités souterraines. Le phénomène de retrait-gonflement des argiles est la conséquence d'un changement d'humidité des sols argileux. Les argiles sont capables de fixer l'eau disponible mais aussi de la perdre en se rétractant en cas de sécheresse. Ce phénomène peut provoquer des dégâts très importants sur les constructions (fissures, déformations des ouvertures) pouvant rendre inhabitables certains locaux. La carte de zonage de cet aléa peut être consultée sur le site de l'observatoire national des risques naturels Georisques. Une autre carte permet de prendre connaissance des cavités souterraines localisées sur la commune.
Les crues du Loir sont moins importantes que celles de la Loire, mais elles peuvent provoquer des dégâts importants. Les crues historiques sont celles de 1665 (4 m à l'échelle de Vendôme), 1784 (2,84 m), 1961 (2,90 m) et 2004 (2 m). Le débit maximal historique est de 256 m3/s et caractérise une crue de retour cinquantennal. Le risque d'inondation est pris en compte dans l'aménagement du territoire de la commune par le biais du Plan de prévention du risque inondation (PPRI) du Loir.

#### Risques technologiques
Le risque de transport de marchandises dangereuses sur la commune est lié à sa traversée par une route à fort trafic. Un accident se produisant sur une telle infrastructure est en effet susceptible d'avoir des effets graves au bâti ou aux personnes jusqu'à 350 m, selon la nature du matériau transporté. Des dispositions d'urbanisme peuvent être préconisées en conséquence.

## Histoire
Le 6 janvier 1871, durant la guerre franco-allemande, eut lieu l'affaire du Gué-du-Loir ou furent engagés les 36e et 46e régiments de marche et le 70e régiment provisoire composé de la garde nationale mobile du Lot

## Politique et administration

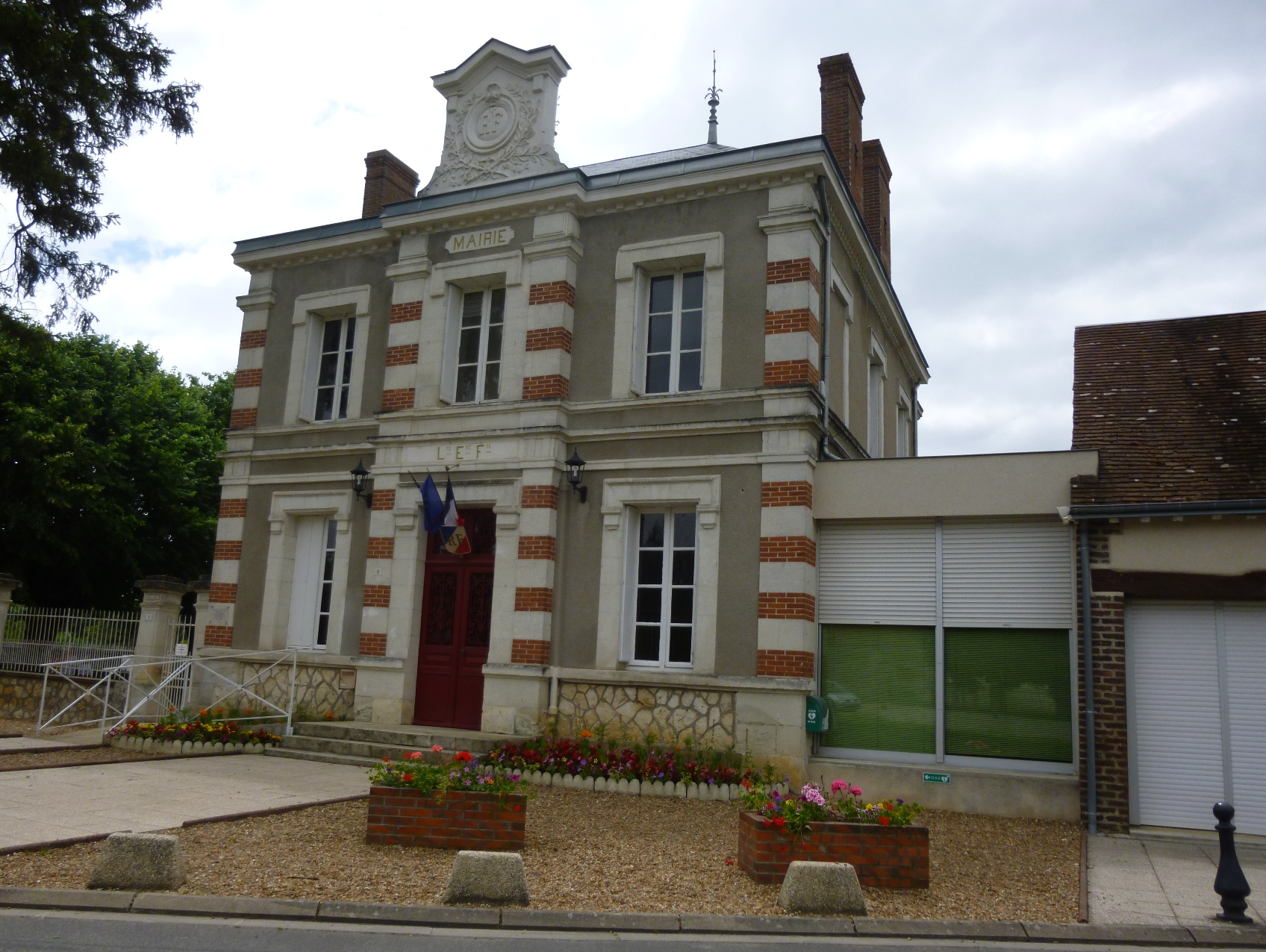
Mairie de Mazangé.

### Découpage territorial
La commune de Mazangé est membre de la Communauté d'agglomération Territoires Vendômois, un établissement public de coopération intercommunale (EPCI) à fiscalité propre créé le 1er janvier 2017.
Elle est rattachée sur le plan administratif à l'arrondissement de Vendôme, au département de Loir-et-Cher et à la région Centre-Val de Loire, en tant que circonscriptions administratives. Sur le plan électoral, elle est rattachée au canton de Vendôme depuis 2015 pour l'élection des conseillers départementaux et à la troisième circonscription de Loir-et-Cher pour les élections législatives.

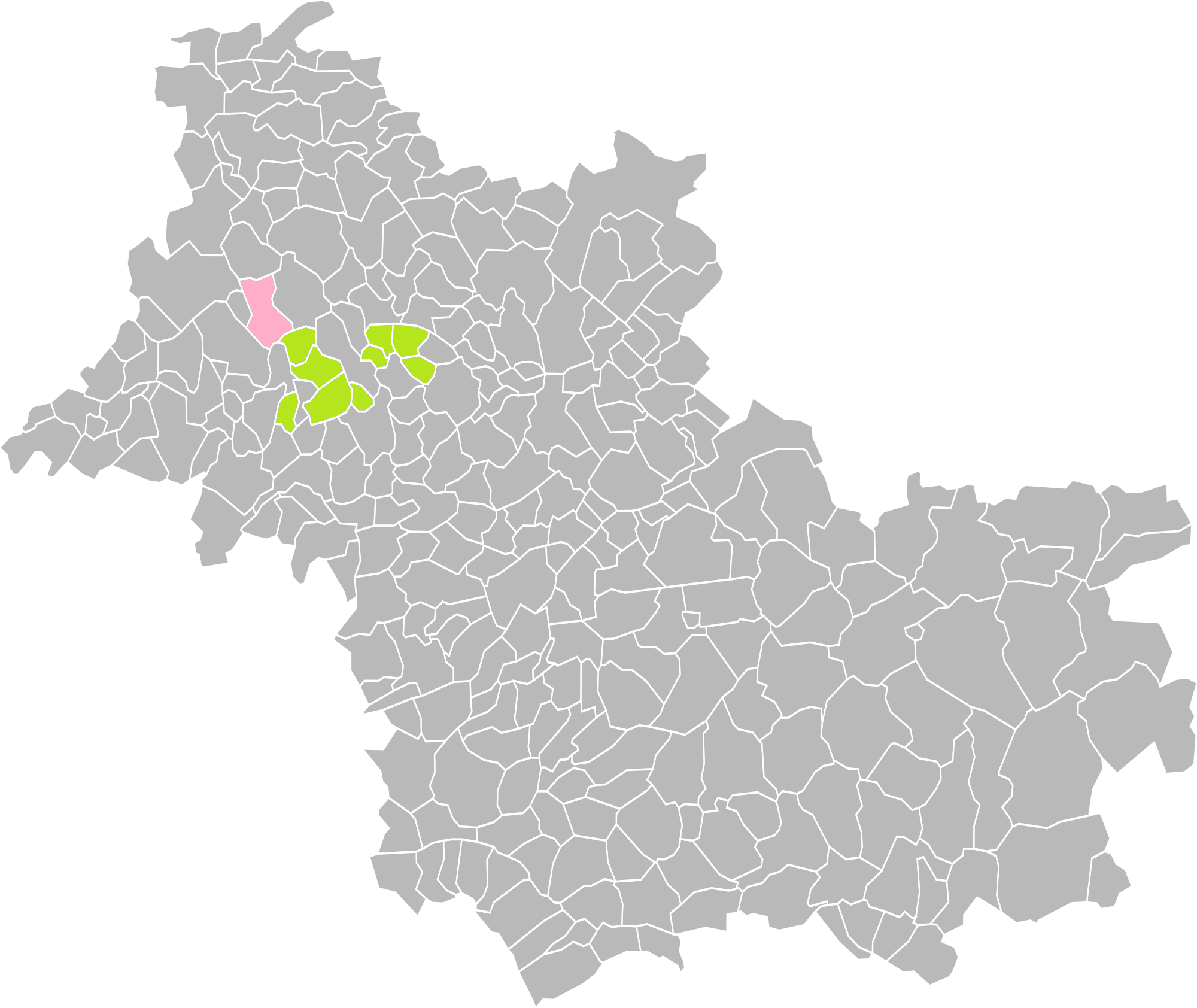
Mazangé dans l'intercommunalité en 2016.
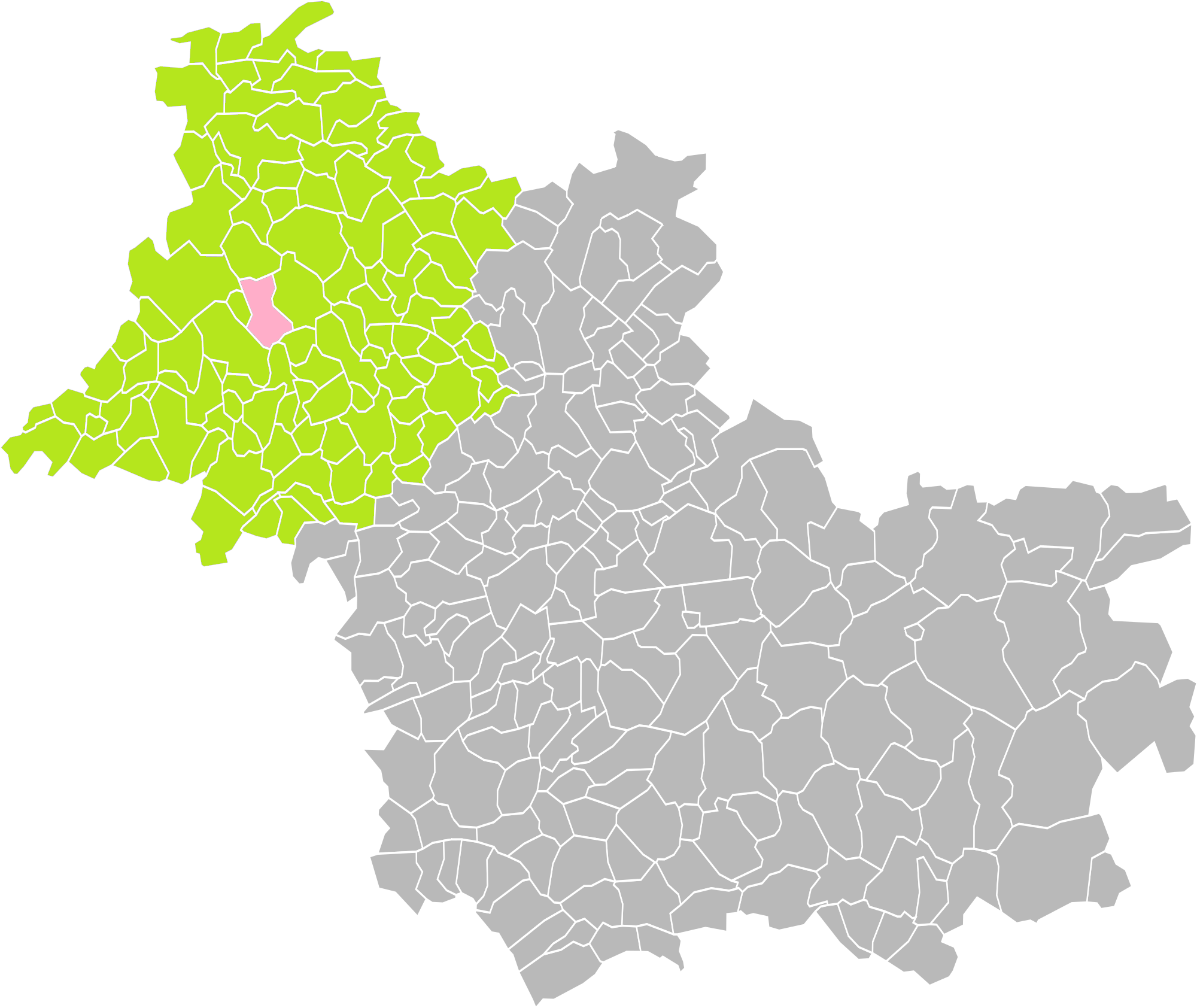
Mazangé dans l'arrondissement de Vendôme en 2016.
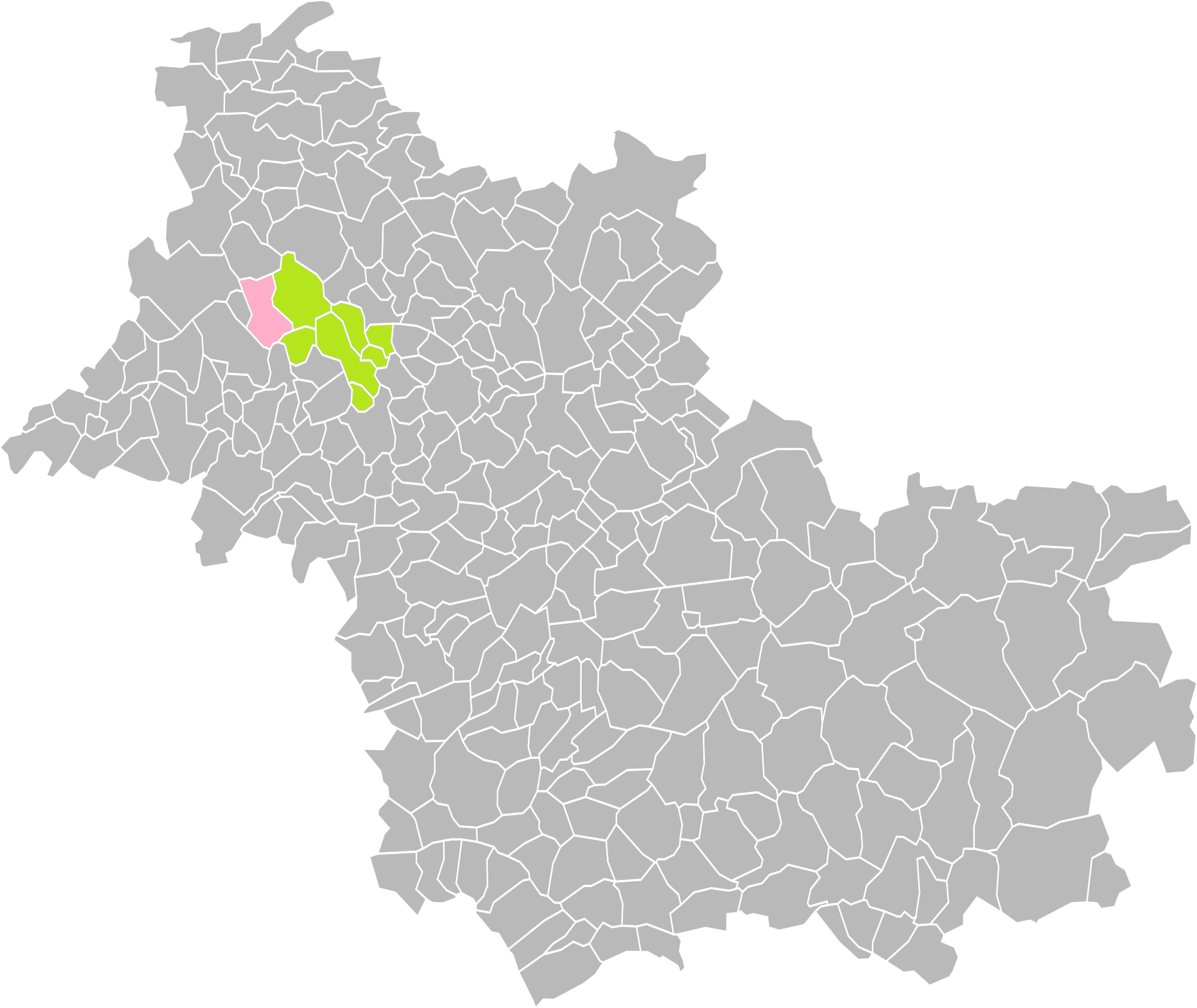
Mazangé dans le canton de Vendôme en 2016.

### Politique et administration municipale

#### Conseil municipal et maire
Le conseil municipal de Mazangé, commune de moins de 1 000 habitants, est élu au scrutin majoritaire plurinominal avec listes ouvertes et panachage. Compte tenu de la population communale, le nombre de sièges au conseil municipal est de 15. Le maire, à la fois agent de l'État et exécutif de la commune en tant que collectivité territoriale, est élu par le conseil municipal au scrutin secret lors de la première réunion du conseil suivant les élections municipales, pour un mandat de six ans, c'est-à-dire pour la durée du mandat du conseil.

## Population et société

### Démographie

#### Évolution démographique
L'évolution du nombre d'habitants est connue à travers les recensements de la population effectués dans la commune depuis 1793. Pour les communes de moins de 10 000 habitants, une enquête de recensement portant sur toute la population est réalisée tous les cinq ans, les populations de référence des années intermédiaires étant quant à elles estimées par interpolation ou extrapolation. Pour la commune, le premier recensement exhaustif entrant dans le cadre du nouveau dispositif a été réalisé en 2007.

En 2022, la commune comptait 816 habitants, en évolution de −6,74 % par rapport à 2016 (Loir-et-Cher : −1,15 %, France hors Mayotte : +2,11 %).
| 1793 | 1800  | 1806 | 1821 | 1831  | 1836 | 1841  | 1846  | 1851  |
| ---- | ----- | ---- | ---- | ----- | ---- | ----- | ----- | ----- |
| 810  | 1 207 | 818  | 963  | 1 020 | 981  | 1 052 | 1 092 | 1 059 |

| 1856  | 1861  | 1866  | 1872  | 1876  | 1881  | 1886  | 1891  | 1896  |
| ----- | ----- | ----- | ----- | ----- | ----- | ----- | ----- | ----- |
| 1 003 | 1 044 | 1 034 | 1 015 | 1 092 | 1 101 | 1 121 | 1 141 | 1 102 |

| 1901  | 1906  | 1911  | 1921 | 1926 | 1931 | 1936 | 1946 | 1954 |
| ----- | ----- | ----- | ---- | ---- | ---- | ---- | ---- | ---- |
| 1 056 | 1 064 | 1 055 | 952  | 945  | 903  | 831  | 841  | 777  |

| 1962 | 1968 | 1975 | 1982 | 1990 | 1999 | 2006 | 2007 | 2012 |
| ---- | ---- | ---- | ---- | ---- | ---- | ---- | ---- | ---- |
| 771  | 715  | 624  | 695  | 758  | 838  | 910  | 920  | 911  |

| 2017 | 2022 | - | - | - | - | - | - | - |
| ---- | ---- | - | - | - | - | - | - | - |
| 855  | 816  | - | - | - | - | - | - | - |

#### Pyramide des âges
En 2018, le taux de personnes d'un âge inférieur à 30 ans s'élève à 29,6 %, soit en dessous de la moyenne départementale (31,3 %). À l'inverse, le taux de personnes d'âge supérieur à 60 ans est de 28,1 % la même année, alors qu'il est de 31,6 % au niveau départemental.
En 2018, la commune comptait 424 hommes pour 419 femmes, soit un taux de 50,3 % d'hommes, légèrement supérieur au taux départemental (48,55 %).
Les pyramides des âges de la commune et du département s'établissent comme suit.
| Hommes | Classe d’âge | Femmes |
| ------ | ------------ | ------ |
| 0,0    | 90 ou +      | 0,7    |
| 8,5    | 75-89 ans    | 10,8   |
| 19,0   | 60-74 ans    | 17,3   |
| 28,3   | 45-59 ans    | 27,6   |
| 15,4   | 30-44 ans    | 13,2   |
| 15,0   | 15-29 ans    | 15,8   |
| 13,8   | 0-14 ans     | 14,5   |

| Hommes | Classe d’âge | Femmes |
| ------ | ------------ | ------ |
| 1,1    | 90 ou +      | 2,6    |
| 9,2    | 75-89 ans    | 11,9   |
| 19,7   | 60-74 ans    | 20,4   |
| 20,7   | 45-59 ans    | 20     |
| 16,5   | 30-44 ans    | 16,2   |
| 15,2   | 15-29 ans    | 13,2   |
| 17,6   | 0-14 ans     | 15,7   |

## Économie

### Secteurs d'activité
Le tableau ci-dessous détaille le nombre d'entreprises implantées à Mazangé selon leur secteur d'activité et le nombre de leurs salariés :
|                                                              | total | % com (% dep) | 0 salarié | 1 à 9 salarié(s) | 10 à 19 salariés | 20 à 49 salariés | 50 salariés ou plus |
| ------------------------------------------------------------ | ----- | ------------- | --------- | ---------------- | ---------------- | ---------------- | ------------------- |
| Ensemble                                                     | 74    | 100,0 (100)   | 62        | 12               | 0                | 0                | 0                   |
| Agriculture, sylviculture et pêche                           | 17    | 23,0 (11,8)   | 14        | 3                | 0                | 0                | 0                   |
| Industrie                                                    | 3     | 4,1 (6,5)     | 3         | 0                | 0                | 0                | 0                   |
| Construction                                                 | 10    | 13,5 (10,3)   | 8         | 2                | 0                | 0                | 0                   |
| Commerce, transports, services divers                        | 39    | 52,7 (57,9)   | 35        | 4                | 0                | 0                | 0                   |
| dont commerce et réparation automobile                       | 10    | 13,5 (17,5)   | 7         | 3                | 0                | 0                | 0                   |
| Administration publique, enseignement, santé, action sociale | 5     | 6,8 (13,5)    | 2         | 3                | 0                | 0                | 0                   |
| Champ : ensemble des activités.                              |       |               |           |                  |                  |                  |                     |

Le secteur du commerce, transports et services divers est prépondérant sur la commune (39 entreprises sur 74) néanmoins le secteur agricole reste important puisqu'en proportions (23 %), il est plus important qu'au niveau départemental (11,8 %).
Sur les 74 entreprises implantées à Mazangé en 2016, 62 ne font appel à aucun salarié et 12 comptent 1 à 9 salariés.

### Agriculture
En 2010, l'orientation technico-économique de l'agriculture sur la commune est la polyculture et le polyélevage. Le département a perdu près d'un quart de ses exploitations en 10 ans, entre 2000 et 2010 (c'est le département de la région Centre-Val de Loire qui en compte le moins). Cette tendance se retrouve également au niveau de la commune où le nombre d'exploitations est passé de 54 en 1988 à 27 en 2000 puis à 14 en 2010. Parallèlement, la taille de ces exploitations augmente, passant de 32 ha en 1988 à 117 ha en 2010.
Le tableau ci-dessous présente les principales caractéristiques des exploitations agricoles de Mazangé, observées sur une période de 22 ans : 
|                                      | 1988                 | 2000                 | 2010                 |
| Dimension économique                 | Dimension économique | Dimension économique | Dimension économique |
| ------------------------------------ | -------------------- | -------------------- | -------------------- |
| Nombre d'exploitations (u)           | 54                   | 27                   | 14                   |
| Travail (UTA)                        | 81                   | 33                   | 21                   |
| Surface agricole utilisée (ha)       | 1 712                | 1 764                | 1 634                |
| Cultures                             |                      |                      |                      |
| Terres labourables (ha)              | 1 443                | 1 668                | 1 558                |
| Céréales (ha)                        | 980                  | 988                  | 893                  |
| dont blé tendre (ha)                 | 654                  | 759                  | 558                  |
| dont maïs-grain et maïs-semence (ha) | 150                  | s                    | s                    |
| Tournesol (ha)                       | 149                  | 127                  | 56                   |
| Colza et navette (ha)                | 113                  | 281                  | 440                  |
| Élevage                              |                      |                      |                      |
| Cheptel (UGBTA)                      | 893                  | 1112                 | 959                  |

#### Produits labellisés
La commune de Mazangé est située dans l'aire de l'appellation d'origine protégée (AOP) d'un produit : un vin (les Coteaux-du-vendômois).
Le territoire de la commune est également intégré aux aires de productions de divers produits bénéficiant d'une indication géographique protégée (IGP) : le vin Val-de-loire, les volailles de l’Orléanais et les volailles du Maine,.

## Culture locale et patrimoine

### Lieux et monuments

#### L'église Saint-Lubin
Au cœur du village s'élève l'église Saint-Lubin. On dénombre quatre périodes de construction :
– au XIe siècle, un chœur et une nef de style roman ;
– fin XIIe siècle, ajout d'une tour de clocher ;
– XVe et XVIe siècles, nef allongée de 9,50 m côté ouest, élargie de 2,50 m côté sud et surbaissée de 2 m. Construction de cinq contreforts et l'allongement du chœur de 5 m.
– XVIe et XVIIe siècles, construction de la flèche en pierre.
À l'intérieur de la nef, on distingue encore des peintures murales. La voûte est en lambris en tiers-point peint et porte la date de 1563. La charpente à entraits et poinçons date du début XVIe siècle est ornée de médaillons et d'écussons. L'église a été classée en 1948.
Pendant plusieurs siècles l'église Saint-Lubin faisait partie du chapitre de Chartres.

#### Le lavoir
Le lavoir principal de Mazangé se situe à 350 mètres du centre du bourg. Il est alimenté par une source dont le débit est de 100 m3/h. Long de 42,50 m, il est le plus grand lavoir connu dans le département de Loir-et-Cher. À ciel ouvert, il fut couvert en 1938-1939. Jusqu'à vingt-trois lavandières œuvraient en même temps. Aujourd'hui encore quelques personnes viennent y laver les draps.

#### La tombe du capitaine Henry Viot
Lors de la guerre de 1870-1871, un détachement d'artillerie lourde de l'armée française était posté au lieu-dit la Hacherie. Élément clé de la défense française, ce détachement fut harcelé par les Prussiens qui réussirent après une longue journée de bataille. Le capitaine Viot, un des officiers fut mortellement touché à l'abdomen par un éclat d'obus. Soigné par un médecin prussien, il demeura sur place dans la maison d'un des habitants de Mazangé. Il mourut dans d'atroces souffrances trois jours plus tard. Il fut enseveli à l'endroit où il tomba.
Ses proches, Nantais (44), se sont rendus de nuit en calèche sur place, l'ont déterré et l'ont inhumé à Nantes, ville où il est né. Pour la mémoire de cet homme, sa famille a offert ce monument que l'on peut toujours visiter. Dans le cimetière communal sont inhumés encore 18 autres soldats français, tombés au cours de cette bataille.

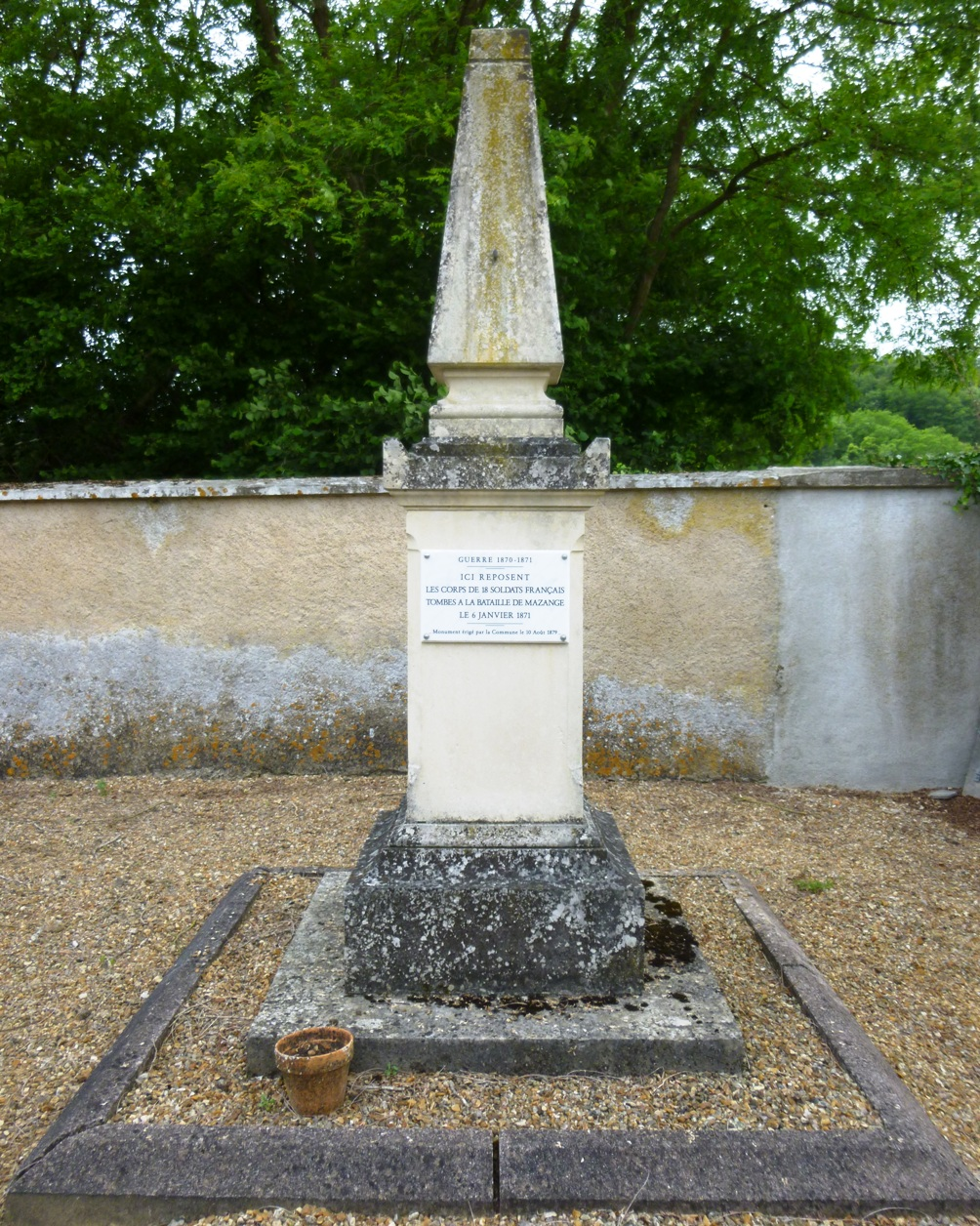
Monument guerre 1870-1871.
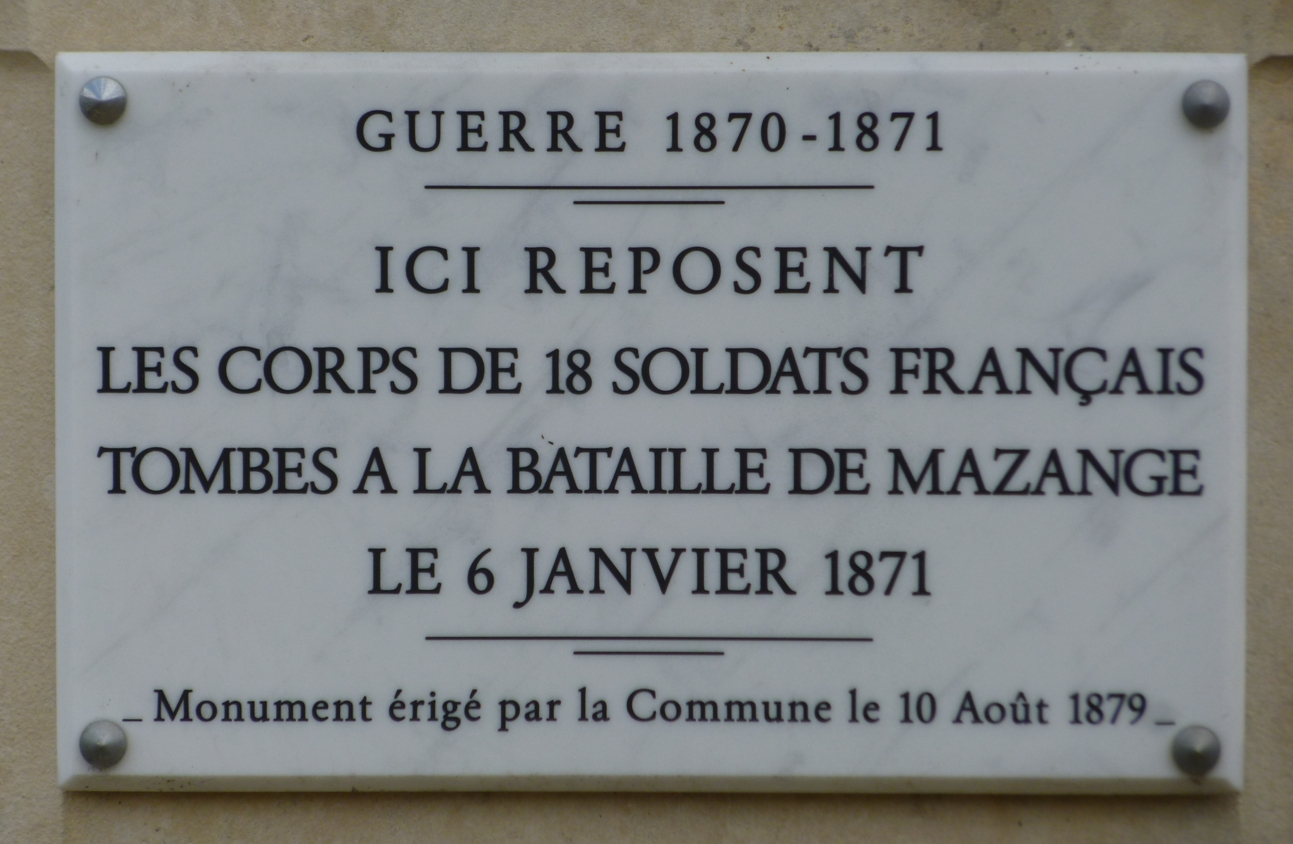
Plaque du monument.

#### Le polissoir
Espèce d'énorme caillou, de la famille des silex, au fond d'un ruisseau et dont la légende dit que Gargantua, étant invité à un festin dans la région, s'est arrêté un instant au bord du ruisseau pour ôter une petite pierre de sa botte. Une fois reparti, les habitants ont constaté la présence de ce caillou dans leur ruisseau. Au cours des siècles, tout le monde venait y affûter les couteaux et autre lames de faux et faucilles avant la moisson des blés. Ce lieu est inscrit au répertoire des sites classés.

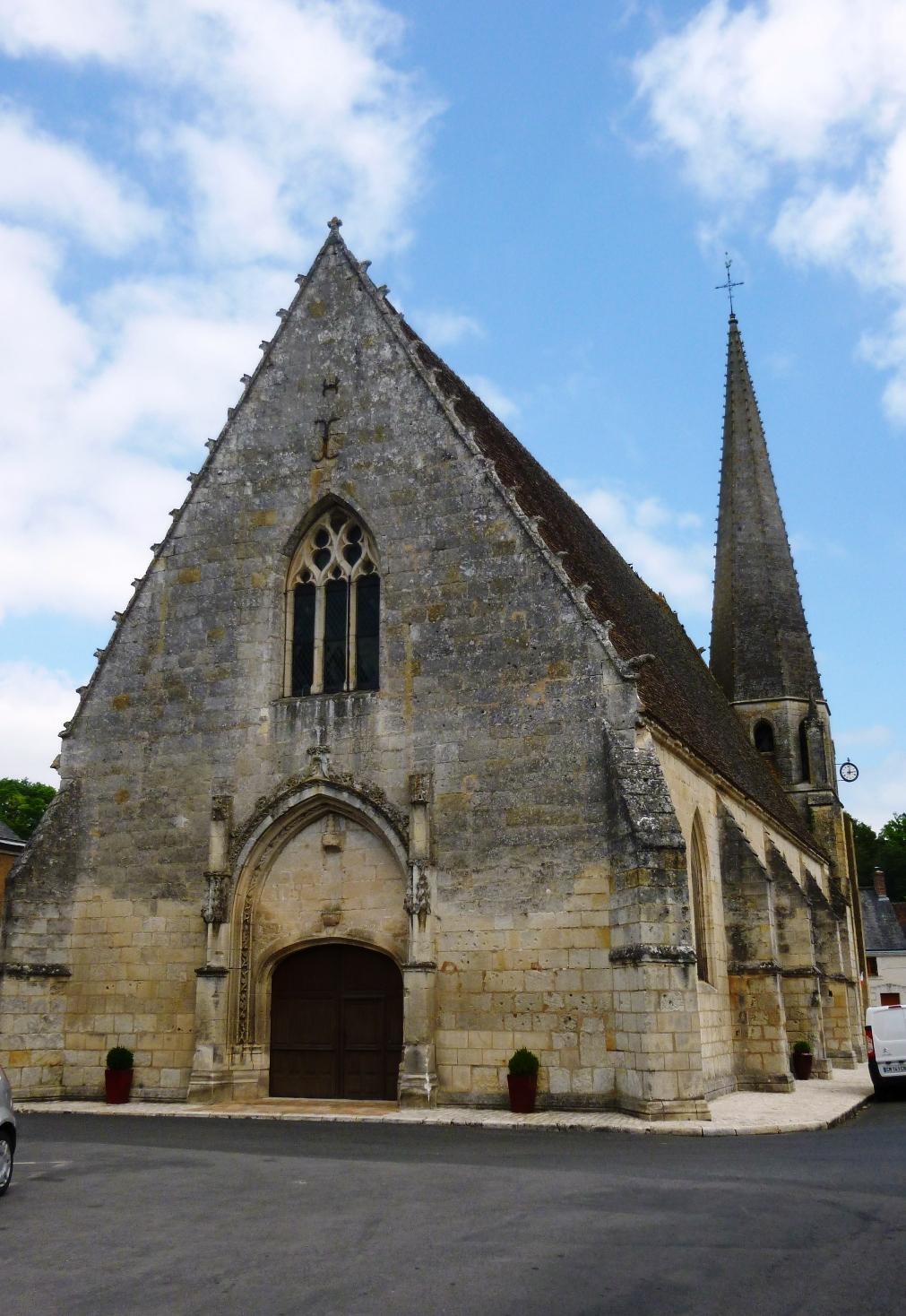
L' église de Mazangé.
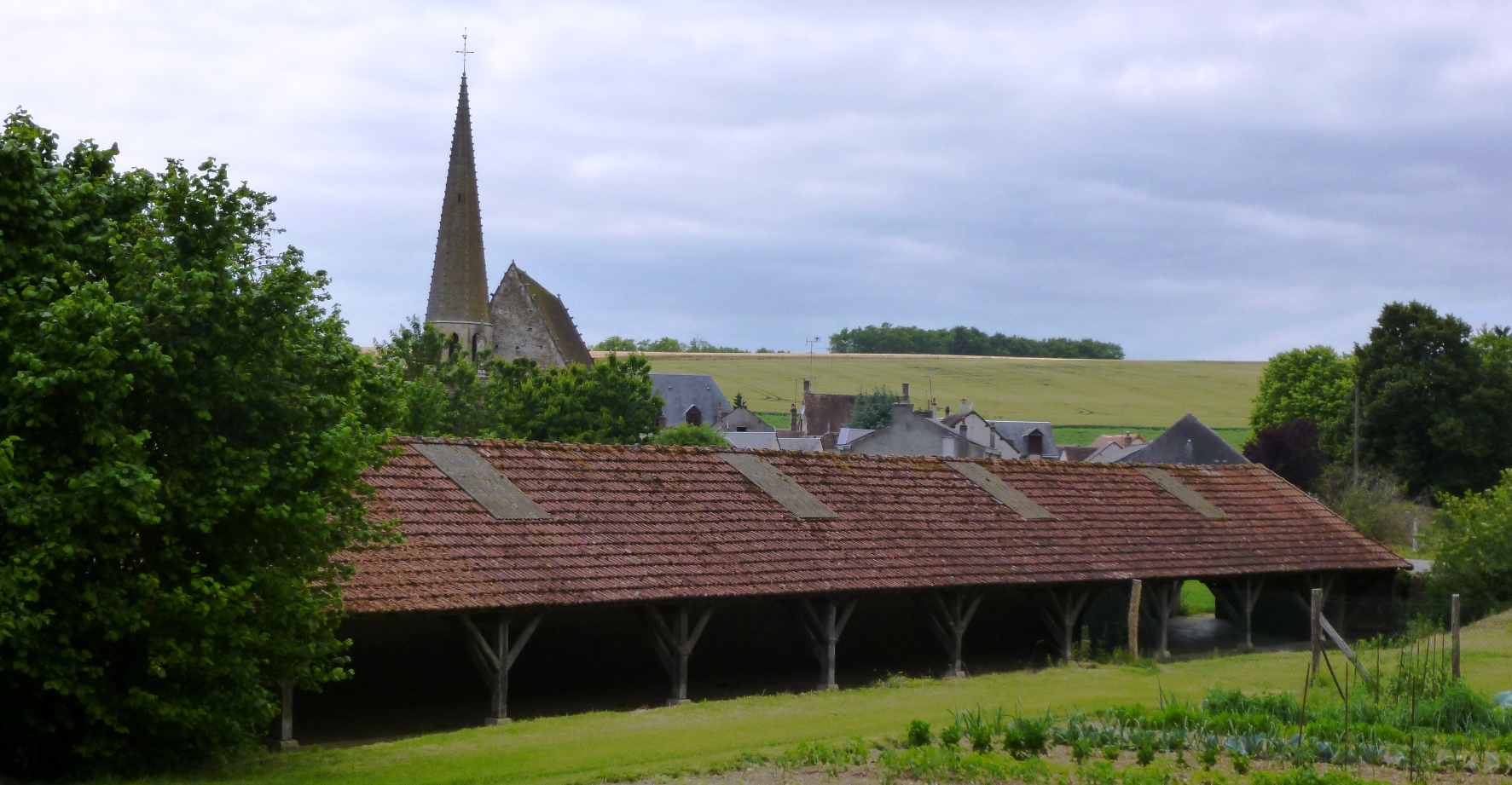
Le lavoir.

### Héraldique
|  | Les armoiries de Mazangé se blasonnent ainsi : D'azur à l'épervier d'or chaperonné, longé et perché du même, accosté en chef de deux fers de moulin d'argent. Création J.P Fernon (1995) |

## Personnalités liées à la commune
- Le manoir de Bonaventure (ou de la Bonne aventure) fut la propriété de la famille d'Alfred de Musset. Celui-ci y fait de fréquents séjours dans son enfance puis vend le domaine en 1833.Son parrain, Louis Alexandre Marie de Musset y est né.
- Le 12 septembre 2006, madame Suzanne Marsollier a été honorée à titre posthume du titre de Juste parmi les nations pour avoir hébergé et sauvé, au péril de sa vie et de celle de sa famille, une petite fille juive pendant la Seconde Guerre mondiale[62]. Une plaque rappelle son souvenir au début de la rue portant son nom.
- Robert et Gisele RIPE ont été honorés en 2012, à titre posthume, du titre de Juste parmi les nations pour avoir accueilli trois enfants juifs sous leur toit : Henri, Suzanne et Charles Szermanski qui fréquenteront l'école communale.
- En 1947, une plaque commémorative fut posée sur un mur du clocher de l'église Saint-Lubin en mémoire de Mme Berthe Durfort, résistante. Elle fut dénoncée et périt en camp de concentration pour avoir caché durant un certain temps des aviateurs anglais. La place de l'église porte son nom.
- Le décret de l'Assemblée nationale du 12 novembre 1789 décrète qu'« il y aura une municipalité dans chaque ville, bourg, paroisse ou communauté de campagne »[63], mais ce n'est qu'avec le décret de la Convention nationale du 10 brumaire an II (31 octobre 1793) que la paroisse de Mazangé devient formellement « commune de Mazangé »[63],[64]
- Le Fort du Gué du Loir, vu par ses habitants
- Association sportive et Culturelle de Mazangé
- Le 20 octobre 2023, Mme Olivia Grégoire, ministre déléguée chargée des Petites et Moyennes Entreprises, du Commerce, de l’Artisanat et du Tourisme inaugurait l'épicerie associative et solidaire "Le Comptoir des Cocottes" , lauréate de la première vague du programme de reconquête du commerce rural[65].